# Canon EOS 5D Mark IV
Die Canon EOS 5D Mark IV ist eine Vollformatkamera des japanischen Herstellers Canon, die im September 2016 in den Markt eingeführt wurde. Der Hersteller richtet sie an professionelle Nutzer.

## Technische Merkmale
Die Kamera besitzt einen 30,4-Megapixel-Vollformat-CMOS-Sensor. Sie kann bis zu sieben Bilder pro Sekunde kontinuierlich aufnehmen. Videos kann sie in 4K-Auflösung mit 23,976 (ATSC), 25 (PAL) oder 29,97 (ATSC) Bildern pro Sekunde aufzeichnen. Ebenso stehen die Auflösungen 1080p und 720p zur Verfügung. Bei exFAT formatierten Speicherkarten entfällt die maximale Dateigröße von 4GB.
Der einstellbare Belichtungsindex des Bildsensors liegt in den Standardeinstellungen zwischen ISO 100 und 32.000 und ist erweiterbar auf ISO 50 bis ISO 102.400.
Eine große Neuerung im Vergleich zum Vorgängermodell stellt die Einführung eines Touchscreens und eines Liveview-Autofokus mit Gesichtserkennung für Videoaufnahmen dar, sowie einem integrierten GPS.
Die Kamera besitzt im Weiteren folgende technische Merkmale:
- 61 Punkt-Messfelder
- 8,11 cm (3,2")-LC-Display mit 900 × 600 Pixeln.
- Nutzung sowohl von CompactFlash-Karten Typ I (bis UDMA 7) als auch SD-, SDHC- oder SDXC-Speicherkarten (UHS-I) in zwei unabhängigen Steckplätzen
- Sucher mit 100% Bildfeld
- DIGIC-6+ Bildprozessor
- Bildkorrektur mit objektivspezifischen Schärfungsalgorithmen direkt in der Kamera (Digital lens optimizer, DLO)
- WLAN mit Near Field Communication
- Global Positioning System

Das Gehäuse der Kamera besteht aus einer Magnesiumlegierung und ist gegen das Eindringen von Staub und Spritzwasser abgedichtet. Weiter wurden gegenüber dem Vorgängermodell EOS 5D Mark III die Anforderungen an den Verschluss erhöht: Er ist nun statt auf 150.000 auf 200.000 Auslösungen getestet.

## Bildergalerie

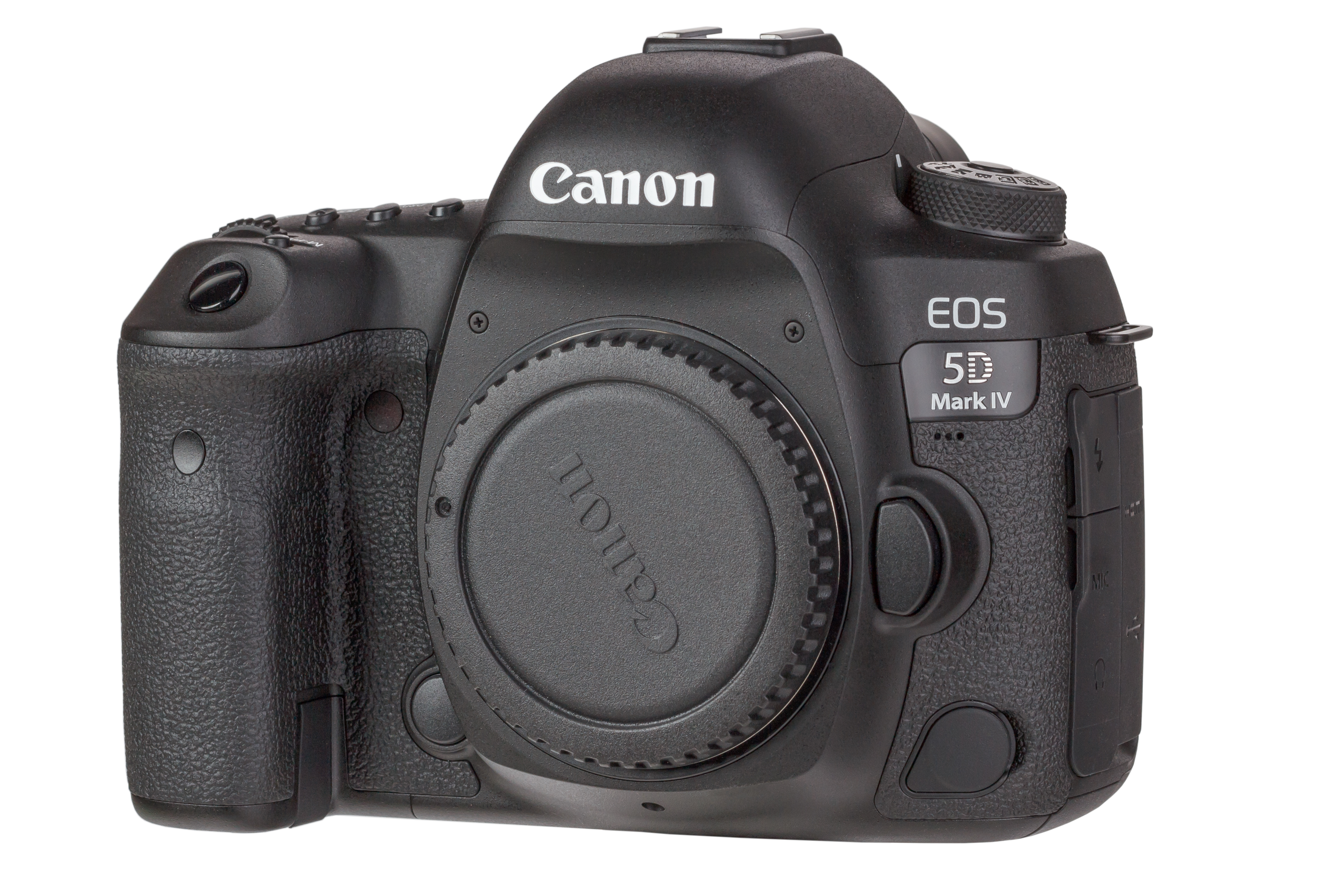
Frontansicht
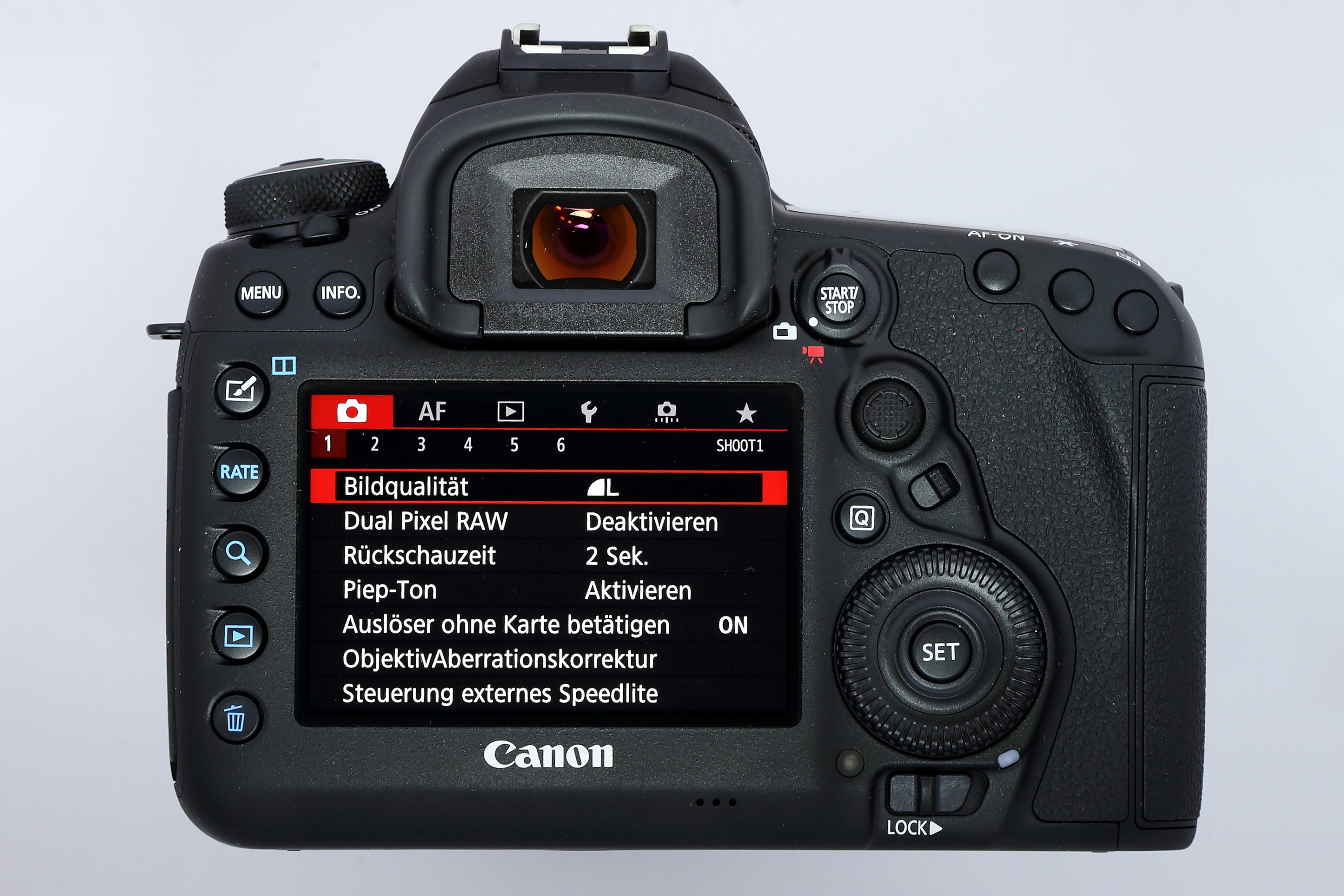
Rückseite
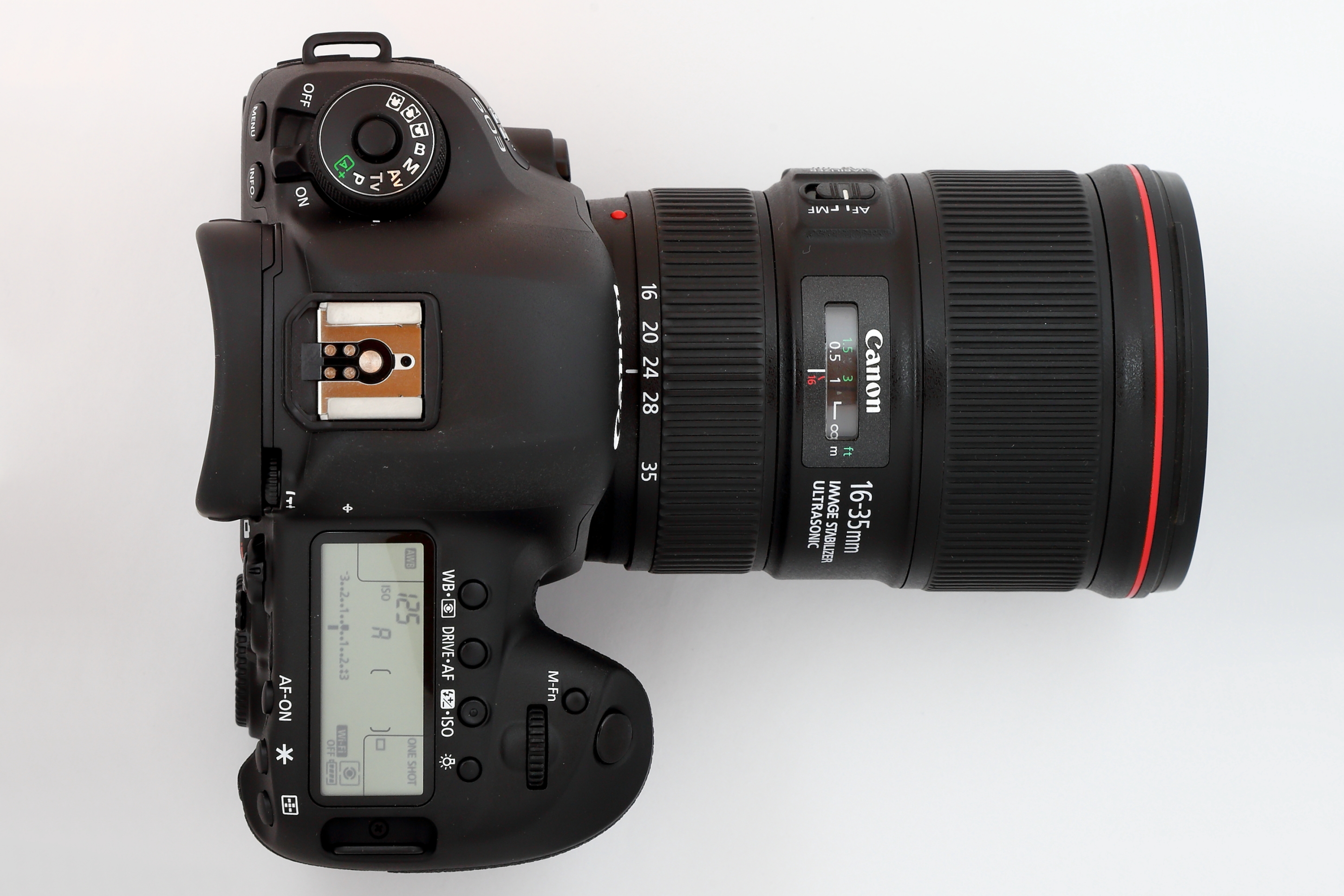
Draufsicht mit Objektiv 16-35mm F4L IS USM

## Einfuhrsteuer
Durch die Begrenzung auf eine Videomaximallänge von 29 Minuten und 59 Sekunden vermeidet der Hersteller eine Besteuerung des Geräts als Video-Kamera.